# Shweta Prasad
Shweta Basu Prasad es una actriz india. Ha actuado predominantemente en películas y televisión hindi. Ganó el Premio Nacional de Cine a Mejor Artista Infantil por su papel en Makdee .

## Vida personal
Shweta Basu Prasad nació en Jamshedpur, en Bihar (ahora Jharkhand), y luego emigró a Bombay con su familia cuando aún era una niña.
Shweta estudió comercio en RN Podar High School, Santacruz, Mumbai, y completó su graduación en medios de comunicación y periodismo. Escribió columnas para The Indian Express.
Agregó el apellido de soltera de su madre, Basu, a su nombre de pantalla, y se casó con el cineasta Rohit Mittal el 13 de diciembre de 2018. Anunció su separación en Instagram el 10 de diciembre de 2019.

## Carrera

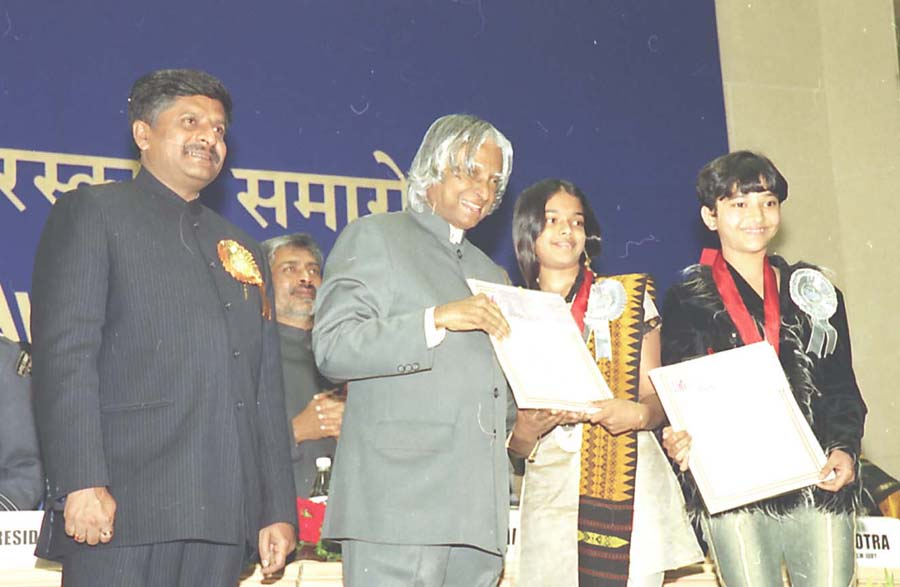
El presidente, Dr. APJ Abdul Kalam, entregando el premio al mejor artista infantil del año 2002 a Shweta Prasad por su papel en " Makdee " (junto con PS Keerthana por Kannathil Muthamittal) en la 50.ª edición de los Premios Nacionales de Cine

Shweta comenzó su carrera a una edad muy temprana. Comenzó en la televisión pero pronto se mudó a Bollywood. Su debut cinematográfico en 2002 fue con un doble papel en Makdee por la que obtuvo el Premio Nacional a la Mejor Actriz Infantil. Después de su éxito en la pantalla grande, recibió ofertas de series de televisión como Kahaani Ghar Ghar Kii y Karishma Kaa Karishma. En 2005, su talento fue nuevamente reconocido por el director Nagesh Kukunoor y le ofreció la película Iqbal, y se convirtió en un nombre familiar con el papel de "Khadija" en la película. Ganó el premio a la Mejor Actriz de Reparto en el 5.º Festival Internacional de Cine de Karachi por Iqbal .
Shweta se tomó un descanso después de Iqbal y continuó sus estudios. Es licenciada en Periodismo y Medios de Comunicación, y después de sus estudios, realizó un documental sobre Música Clásica India con las leyendas de la industria musical. Shweta pasó cuatro años, entre 2012 y 2016, investigando y haciendo este documental, que presenta a gigantes de la música como Shubha Mudgal, AR Rahman, Pandit Shiv Kumar Sharma, Pandit Hari Prasad Chaurasia, Vishal Bhardwaj, Amit Trivedi y Ustad Amjad Ali Khan, entre muchas otras leyendas. La película también tiene una animación de diez minutos que muestra una historia de 5000 años de la música india. Shweta, quien está entrenada para tocar el sitar, es una entusiasta de la música clásica e hizo este proyecto de su propio bolsillo por pasión, y esta película documental, Roots, ahora está disponible en Netflix.
Shweta hizo su debut en el cine telugu en 2008, con la película Kotha Bangaru Lokam. Ha realizado ocho películas en tamil, telugu y bengalí.
Además del cine y la televisión, Shweta ha explorado el trabajo detrás de cámara y ha trabajado como asesora de guiones en Phantom Films .
En septiembre de 2014, Shweta fue arrestada en un hotel en Hyderabad luego de una redada policial. Fue detenida por la policía acusada de prostitución y enviada a un hogar de rescate, donde estuvo detenida durante dos meses. En diciembre, el Tribunal Metropolitano de Sesiones de Nampally, Hyderabad, retiró todos los cargos en su contra. Tras su liberación, emitió una carta abierta a los medios de comunicación aclarando como falsa y engañosa una declaración que le atribuyó un periodista en el momento de la detención. En la carta, dijo que durante el momento del arresto asistía al evento Santosham Film Awards y se hospedaba en el hotel organizado por los organizadores.
Shweta hizo su gran regreso con la serie de televisión de Balaji Telefilms Chandra Nandni como la actriz principal Nandni, y su siguiente película en hindi fue Badrinath Ki Dulhania de Dharma Productions.
Shweta interpretó a una periodista novata y protagonista central en The Tashkent Files, un thriller dramático de suspenso basado en la muerte del segundo primer ministro de la India, Lal Bahadur Shastri. Recibió elogios de la crítica y elogios tanto de la crítica como del público. La película fue bien recibida comercialmente y ha sido aclamada como un éxito de taquilla sorpresa de 2019, después de hacer una carrera exitosa de taquilla de 50 días.

## Filmografía

### Películas
| Año  | Película                | Papel                | Idioma         | Notas                        |
| ---- | ----------------------- | -------------------- | -------------- | ---------------------------- |
| 2002 | Makdee                  | Chunni / Munni       | Hindi          | Doble papel; actriz infantil |
| 2005 | Iqbal                   | Khadija              | Hindi          | Actriz principal             |
| 2005 | Vaah! Life Ho Toh Aisi! | Shweta               | Hindi          |                              |
| 2006 | Darna Zaroori Hai       | Ashu                 | Hindi          |                              |
| 2008 | Ek Nadir Galpo          | Anu                  | Bengali        | Debut en bengalí             |
| 2008 | Kotha Bangaru Lokam     | Swapna               | Telugu         | Debut en Telugu              |
| 2009 | Ride                    | Rani                 | Telugu         |                              |
| 2009 | Kasko                   | RJ Krishnaveni       | Telugu         |                              |
| 2010 | Kalavar King            | Shruti               | Telugu         |                              |
| 2011 | Raa Raa                 | Gayathri             | Tamil          | Debut en Tamil               |
| 2011 | Priyudu                 |                      | Telugu         |                              |
| 2011 | Genius                  |                      | Telugu         | Tema musical "Dibiri Dibiri" |
| 2012 | Mai                     |                      | Tamil          | [ 14 ]                       |
| 2013 | Chandhamama             | Mary                 | Tamil          |                              |
| 2014 | Int. Café: Night        | Young Girl           | Hindi          | Cortometraje                 |
| 2017 | Badrinath Ki Dulhania   | Urmila Shukla Bansal | Hindi          |                              |
| 2017 | Visa                    | Tejaswini            | Hindi /English | Cortometraje                 |
| 2018 | Mard Ko Dard Nahi Hota  | Aai (madre)          | Hindi          |                              |
| 2018 | Vijetha                 |                      | Telugu         |                              |
| 2018 | Megalopolis             | Svetlana             | Hindi          |                              |
| 2019 | The Tashkent Files      | Raagini Phule        | Hindi          |                              |
| 2019 | Chubhan                 | Meghna               | Hindi          | Cortometraje                 |
| 2020 | Shukranu                | Reema                | Hindi          | Película ZEE5                |
| 2020 | The Lovers              | Nitya                |                | Cortometraje                 |
| 2020 | Serious Men             | Anuja Dhavre         | Hindi          | Película de Netflix          |
| 2020 | Comedy Couple           | Zoya Batra           | Hindi          | Película ZEE5                |
| 2021 | Jamun                   | Chetna               | Hindi          | Estreno de Eros Now          |
| 2022 | India Lockdown          | Mehrunissa           | Hindi          | Película ZEE5                |

### Series de televisión y web
| Año          | Serie                         | Papel                 | Cadena          | Notas                        |
| ------------ | ----------------------------- | --------------------- | --------------- | ---------------------------- |
| 1998         | X Zone                        | Joven Anu             | Zee TV          | Episodio 94                  |
| 2000-2008    | Kahaani Ghar Ghar Kii         | Joven Shruti Aggarwal | Star Plus       | Episodio 2                   |
| 2001- 2003   | Kutumb                        | Vanshita              | Sony TV         | Episodio 250                 |
| 2002         | Koshish - Ek Aashaa           | Hija de Kajal,        | Zee TV          | 1 episodio                   |
| 2003-2004    | Karishma Kaa Karishma         | Sweety                | Star Plus       | Episodio 65                  |
| 2003         | The Magic Make-Up Box         | Maya                  | Zee TV          | Episodio 33                  |
| 2015 2016    | Darr Sabko Lagta Hai          | Pangkhuri             | &amp;TV         | 1 episodio                   |
| 2016- 2017   | Chandra Nandini               | Nandini Maurya        | Star Plus       | Papel principal              |
| 2018         | Gangstars                     | Aishwarya             | Amazon Video    | Series en telugu             |
| 2019         | Flip                          |                       |                 | Miniserie                    |
| 2019- 2020   | Hostages                      | Shikha Pandey         | Disney+ Hotstar | Papel principal, temporada 2 |
| 2020         | Dr Donn                       |                       | ALTBalaji       |                              |
| 2020–present | High                          | Dr. Shweta            | MX Player       | Papel principal              |
| 2021         | Ray                           | Maggie                | Netflix         | Episodio: "Forget Me Not"    |
| 2022         | Criminal Justice: Adhura Sach | Lekha                 | Disney+Hotstar  | [ 15 ]                       |

## Premios
| Año  | Película            | Premio                                        | Categoría                       | Resultado |
| ---- | ------------------- | --------------------------------------------- | ------------------------------- | --------- |
| 2003 | Makdee              | 50 Premios Nacionales de Cine                 | Mejor artista infantil          | Ganadora  |
| 2006 | Iqbal               | Premios Zee Cine                              | Mejor Actriz (Crítica)          | Ganadora  |
| 2006 | Iqbal               | Premios de pantalla                           | Mejor actriz de soporteGanadora | Ganadora  |
| 2006 | Iqbal               | 51.ª edición de los premios Filmfare          | Mejor actriz de soporte         | Nominada  |
| 2007 | Iqbal               | 5.º Festival Internacional de Cine de Karachi | Mejor actriz de soporte         | Ganadora  |
| 2009 | Kotha Bangaru Lokam | 56 Filmfare Awards Sur                        | Mejor actriz - Telugu           | Nominada  |
| 2009 | Kotha Bangaru Lokam | Premios de cine de Santosham                  | Mejor actriz                    | Nominada  |